# IZ*ONE
Iz One ( /ˈaɪz wʌn/ EYEZ-wun ; coreeană 아이즈원  ; japoneză アイズワン  ; stilizat ca IZ*ONE ) a fost un grup de fete sud-coreean-japonez    format prin intermediul concursului Mnet Produce 48. Grupul, condus de Off Record Entertainment,  a fost alcătuit din doisprezece membri: Jang Won-young, Sakura Miyawaki, Jo Yu-ri, Choi Ye-na, Ahn Yu-jin, Nako Yabuki, Kwon Eun-bi, Kang Hye-won, Hitomi Honda, Kim Chae-won, Kim Min-ju și Lee Chae-yeon. La sfârșitul anului 2019, activitățile grupului au fost suspendate temporar din cauza anchetei privind manipularea votului Mnet. 
Iz One și-au făcut debutul pe 29 octombrie 2018, cu prima lor piesă extinsă (EP) Color * Iz . La lansare, grupul au avut un succes comercial imediat, vânzând peste 225.000 de unități și atingând poziția a 2-a în Gaon Album Chart din Coreea de Sud. În plus, atât EP-ul, cât și unicul său single "La Vie en Rose", s-au clasat în Billboard World Albums și, respectiv în World Digital Songs.  Succesul timpuriu le-a apreciat ulterior cu premiul New Artist of the Year la mai multe premiere, inclusiv Golden Disc Awards și Seoul Music Awards. 
Single-ul de debut japonez al trupei, "(Suki to Iwasetai) 好き と 言わせたい", a fost lansat pe 6 februarie 2019 sub eticheta UMG EMI Records . Pe poziția a 2-a în Oricon Single Chart și cu vânzări de peste 250.000 de unități, single-ul a primit certificare Platinum de la RIAJ (Recording Industry Association of Japan). 
De-a lungul anilor de activitate, grupul a lansat două albume de studio (unul coreean și unul japonez), șapte piese extinse (patru în coreeană și trei în japoneză). În ciuda discuțiilor inițiale despre o posibilă prelungire a contractului, acestea s-au despărțit oficial pe 29 aprilie 2021.

## Membri
Membrii sunt enumerați în format coreean, cu excepția cazului în care sunt din Japonia, în care sunt enumerați în ordine occidentală și cu numele japonez și coreean.
- Jang Won-young (장원영)
- Sakura Miyawaki (宮脇咲良) (미야와키 사쿠라)
- Jo Yu-ri (조유리)
- Choi Ye-na (최예나)
- Ahn Yu-jin (안유진)
- Nako Yabuki (矢吹奈子) (야부키 나코)
- Kwon Eun-bi (권은비) - lider
- Kang Hye-won (강혜원)
- Hitomi Honda (本田仁美) (혼다 히토미)
- Kim Chae-won (김채원)
- Kim Min-ju (김민주)
- Lee Chae-yeon (이채연)

## Nume
Numele grupului, Iz*One, a fost sugerat de către internauți prin intermediul site-ului oficial Produce 48 și ales de CJ E&M. "IZ" este un numeronym pentru numărul 12, o onoare adusă celor douăsprezece membre, în timp ce "ONE" indică faptul că sunt unite ca grup. Asteriscul (*) dintre "IZ" și "ONE" simbolizează semnele astrologice ale zodiacului.

## Promovări
Înainte de debut, Iz*One a colaborat cu mai multe brand-uri, incluzând Overhit, Salewa, și Skoolooks. Grupul a apărut și în reviste precum Non-no.

## Discografie
Albume de studio
- Bloom*Iz (2020)
- Twelve (2020)

EP-uri
Coreene
- Color*Iz (2018)
- Heart*Iz (2019)
- Oneiric Diary (2020)
- One-reeler / Act IV (2020)

Japoneze
- Suki to Iwasetai (好きと言わせたい) (2019)
- Buenos Aires (2019)
- Vampire (2019)

Single-uri
Coreene
- La Vie en Rose (라비앙로즈) (2018)
- Violeta (비올레타) (2019)
- Fiesta (2020)
- Secret Story of the Swan (환상동화) (2020)
- Panorama (2020)

Japoneze
- Suki to Iwasetai (好きと言わせたい) (2019)
- Buenos Aires (2019)
- Vampire (2019)
- Beware (2020)

Single-uri promoționale
- D-D-Dance (pentru aplicația mobilă Universe) (2021)
- Zero:Attitude (Soyou, IZ*ONE feat. pH1) (2021 Pepsi X Starship) (2021)

## Legături externe
- IZ*ONE's channel pe YouTube